# Daniela Maier
Daniela Maier (ur. 4 marca 1996 w Villingen-Schwenningen) – niemiecka narciarka dowolna specjalizująca się w skicrossie, medalistka mistrzostw świata. W 2015 roku wystąpiła na mistrzostwach świata juniorów w Valmalenco, zdobywając srebrny medal. W zawodach Pucharu Świata zadebiutowała 5 grudnia 2015 roku w Montafon, gdzie była dwunasta w skicrossie. Tym samym już w swoim debiucie zdobyła pierwsze pucharowe punkty. Na podium zawodów tego cyklu po raz pierwszy stanęła nieco ponad rok później, 10 grudnia 2016 roku w Val Thorens, zajmując trzecie miejsce w tej samej konkurencji. W zawodach tych wyprzedziły ją jedynie dwie Szwedki: Anna Holmlund i Sandra Näslund. W 2019 roku, na mistrzostwach świata w Solitude zajęła 11. pozycję.

## Osiągnięcia

### Igrzyska olimpijskie
| Miejsce | Dzień     | Rok  | Miejscowość | Konkurencja | Zwyciężczyni   |
| ------- | --------- | ---- | ----------- | ----------- | -------------- |
| 4.      | 17 lutego | 2022 | Pekin       | Skicross    | Sandra Näslund |

### Mistrzostwa świata
| Miejsce | Dzień     | Rok  | Miejscowość | Konkurencja        | Zwyciężczyni      |
| ------- | --------- | ---- | ----------- | ------------------ | ----------------- |
| 11.     | 2 lutego  | 2019 | Solitude    | Skicross           | Marielle Thompson |
| 7.      | 26 lutego | 2023 | Bakuriani   | Skicross           | Sandra Näslund    |
| 7.      | 26 lutego | 2023 | Bakuriani   | Skicross drużynowy | Szwecja           |
| 3.      | 21 marca  | 2025 | Engadyna    | Skicross           | Fanny Smith       |
| 5.      | 22 marca  | 2025 | Engadyna    | Skicross drużynowy | Szwajcaria        |

### Mistrzostwa świata juniorów
| Miejsce | Dzień      | Rok  | Miejscowość          | Konkurencja | Zwycięzca     |
| ------- | ---------- | ---- | -------------------- | ----------- | ------------- |
| 2.      | 1 kwietnia | 2015 | Chiesa in Valmalenco | Skicross    | India Sherret |

### Puchar Świata

#### Miejsca w klasyfikacji generalnej
- sezon 2015/2016: 69.
- sezon 2016/2017: 55.
- sezon 2017/2018: –
- sezon 2018/2019: 58.
- sezon 2019/2020: 28.

Od sezonu 2020/2021 klasyfikacja skicrossu zastąpiła klasyfikację generalną.
- sezon 2020/2021: 20.
- sezon 2021/2022: 8.
- sezon 2022/2023: 7.
- sezon 2023/2024: 14.
- sezon 2024/2025: 2.

#### Miejsca na podium w zawodach
1. Val Thorens – 10 grudnia 2016 (skicross) – 3. miejsce
2. Innichen – 22 grudnia 2019 (skicross) – 3. miejsce
3. Sołniecznaja dolina – 23 lutego 2020 (skicross) – 3. miejsce
4. Val Thorens – 21 grudnia 2020 (skicross) – 2. miejsce
5. Nakiska – 14 stycznia 2022 (skicross) – 3. miejsce
6. Val Thorens – 9 grudnia 2022 (skicross) – 3. miejsce
7. Arosa – 12 grudnia 2022 (skicross) – 3. miejsce
8. Idre – 21 stycznia 2023 (skicross) – 3. miejsce
9. Reiteralm – 16 lutego 2023 (skicross) – 3. miejsce
10. Val Thorens – 12 grudnia 2024 (skicross) – 3. miejsce
11. Val Thorens – 13 grudnia 2024 (skicross) – 2. miejsce
12. Innichen – 20 grudnia 2024 (skicross) – 1. miejsce
13. Innichen – 21 grudnia 2024 (skicross) – 1. miejsce
14. Veysonnaz – 1 lutego 2025 (skicross) – 2. miejsce
15. Veysonnaz – 2 lutego 2025 (skicross) – 2. miejsce
16. Idre – 29 marca 2025 (skicross) – 1. miejsce